# Albert Beintema
Albert Jakob Beintema (Naarden, 15 november 1944) is een Nederlands bioloog en schrijver, gespecialiseerd in water- en weidevogels. Hij verrichtte onder andere onderzoek naar het uitgestorven Tristanwaterhoen op Tristan da Cunha en hield zich in de jaren 70 bezig met vogeltellingen op de Nederlandse Waddeneilanden. Hij was tevens adviseur voor ecologische planningsprojecten, onder andere in West-Afrika en op Borneo. Bij het brede publiek is hij bekend van diverse populairwetenschappelijke boeken, waaronder een over de grutto, dat hem in 2016 de Jan Wolkers Prijs opleverde. Sedert zijn pensioen werkt hij als spreker op cruisevaarten naar onder meer Antarctica, de Midden-Atlantische eilanden en Spitsbergen.
Beintema studeerde van 1962 tot 1970 biologie aan de Rijksuniversiteit Groningen en begon zijn carrière in 1973 op het Rijksinstituut voor Natuurbeheer. In 1991 behaalde hij aan zijn alma mater een doctoraat met een onderzoek naar de kweekecologie van weidevogels. Hij werkte in de jaren 80 en 90 als evaluator en planner voor conserveringsprojecten van de IUCN in onder andere Mali en Senegal.
Sinds 2005 is hij werkzaam als privéconsulent en schrijver van reis- en natuurboeken. Hij vergezelde tevens zijn dochter naar Lapland in het kader van de inschrijving van de geodetische boog van Struve op de Werelderfgoedlijst.